# Robert Factor
Robert „Bob“ Factor (als Robert Lopez)  ist ein US-amerikanischer Theater- und Filmschauspieler. Er wirkte vor allem in Kurzfilmen mit.

## Leben
Factor, dessen Vater spanischer Abstammung war, war als Kind von der Darbietung James Cagney in Chicago – Engel mit schmutzigen Gesichtern so begeistert, dass er Gangster und auf dem elektrischen Stuhl hingerichtet werden wollte, wie Cagney's Filmrolle. Aufgrund seines Umganges mit Leuten, die Beziehungen zu kriminellen Organisationen pflegten und weiteren negativen Erfahrungen, die er an abgelegenen Orten sammelte, kam er vor seinem 20. Lebensjahr zur Besinnung und entschied sich dazu, Schauspieler werden zu wollen. Während seiner Schauspielerausbildung bekam er den Tipp, den Nachnamen seiner Mutter, Factor, anzunehmen, da er aufgrund seines Namens Lopez in die klischeehaften Rollen von Spaniern und Latinos reinrutschen könnte, obwohl er kein Spanisch spricht. Er übernahm sowohl im Theater als auch in Filmen gerne die Rolle des Antagonist.
Er debütierte in den 1970er Jahren als Schauspieler und war seit dem regelmäßigen als Episodendarsteller in Fernsehserien oder in Nebenrollen in Spielfilmen für Fernsehproduktionen oder dem Kino zu sehen. Von 1995 bis 2000 trat er in insgesamt 24 Ausgaben der The Tonight Show unter Moderation von Jay Leno auf. Zuvor wirkte er bereits 1980 damals noch unter der Moderation von Johnny Carson in demselben Format in zwei Ausgaben mit. Seit 2007 tritt er überwiegend in Kurzfilmen als Schauspieler in Erscheinung. Nebenberuflich half er bei der Produktion von einigen Kurzfilmen.
Er ist im Ensemble des Theatre East, der Colony Theatre Company und des The MET Theatre.

## Filmografie
- 1976: Der Bastard (The Human Tornado)
- 1979: Hizzonner (Fernsehserie, Episode 1x01)
- 1980: Pale Horse Pale Rider (Kurzfilm)
- 1981: Lou Grant (Fernsehserie, Episode 4x20)
- 1981: Der lange Weg nach Hause (A Long Way Home) (Fernsehfilm)
- 1984: Jumbo Crash – Der Todestag am Potomac (Flight 90: Disaster on the Potomac) (Fernsehfilm)
- 1986: California Clan (Santa Barbara) (Fernsehserie, Episode 4x393)
- 1986: Getting Straight
- 1987: L.A. Law – Staranwälte, Tricks, Prozesse (L.A. Law) (Fernsehserie, Episode 2x04)
- 1987: Die Schöne und das Biest (Beauty and the Beast) (Fernsehserie, Episode 1x06)
- 1988: Tote leben länger (Dead Man Walking)
- 1988: CBS Summer Playhouse (Fernsehserie, Episode 2x09)
- 1988: Black Scorpion
- 1989: Inspektor Hooperman (Hooperman) (Fernsehserie, Episode 2x18)
- 1989: Ninja Academy
- 1989: Falcon Crest (Fernsehserie, Episode 9x01)
- 1990: House Party
- 1990: The New Adam-12 (Fernsehserie, Episode 2x13)
- 1991: General Hospital (Fernsehserie)
- 1991: Chicago Soul (Fernsehserie, Episode 1x20)
- 1991: Drexell's Class (Fernsehserie, Episode 1x08)
- 1992: Cosmo (Bad Channels)
- 1993: King B: A Life in the Movies
- 1994: Hölle auf Erden – Der Fall Laurie Kellogg (Lies of the Heart: The Story of Laurie Kellogg) (Fernsehfilm)
- 1994: Danielle Steel: Familienbilder (Fernsehserie)
- 1997: 413 Hope St. (Fernsehserie, Episode 1x04)
- 1999: L.A. Heat (Fernsehserie, Episode 2x19)
- 2007: Stuck (Kurzfilm)
- 2007: The Casper (Kurzfilm)
- 2010: The Seduction of Mr. P (Kurzfilm)
- 2010: Pleasures (Kurzfilm)
- 2010: Early Retirement (Kurzfilm)
- 2011: Pill Bottle Angels (Kurzfilm)
- 2011: Lost in China (Kurzfilm)
- 2011: The Chronicles of the Order: Xander's Path (Kurzfilm)
- 2011: Money's Worth (Kurzfilm)
- 2011: Step Out (Kurzfilm)
- 2012: Get Cindy (Kurzfilm)
- 2012: Keye Luke (Kurzfilm)
- 2012: Starving Artist (Kurzfilm)
- 2012: Shakespeare Uncensored (Kurzfilm)
- 2013: Silent Voices (Kurzfilm)
- 2013: Three Wise Apes (Kurzfilm)
- 2013: A.R.C. Angel: Kalina (Kurzfilm)
- 2013: Bodybag (Mini-Fernsehserie, 2 Episoden)
- 2013: Robert's Last Sunset (Kurzfilm)
- 2013: American Dream (Kurzfilm)
- 2013: Dollhouse (Kurzfilm)
- 2013: 92 (Kurzfilm)
- 2013: Mourning in China (Kurzfilm)
- 2013: It's Not a Romantic Flower (Kurzfilm)
- 2013: Emma and I (Kurzfilm)
- 2013: Death's Waiting Room (Kurzfilm)
- 2014: The Corner (Kurzfilm)
- 2014: Cherri Future (Kurzfilm)
- 2014: Loyalty (Kurzfilm)
- 2014: The Clouds (Kurzfilm)
- 2014: Miss You (Kurzfilm)
- 2014: The Taste (Kurzfilm)
- 2014: Forgotten (Kurzfilm)
- 2014: Whatever You Want (Kurzfilm)
- 2015: Permission (Kurzfilm)
- 2015: Right Thing (Kurzfilm)
- 2015: Coz I'm Too Stupid (Kurzfilm)
- 2015: High Gene (Kurzfilm)
- 2015: Big Boy (Kurzfilm)
- 2015: Hysteria (Kurzfilm)
- 2015: Silhouette (Kurzfilm)
- 2015: Sins of Identity (Kurzfilm)
- 2015: The Last Words (Kurzfilm)
- 2015: Window (Kurzfilm)
- 2015: Sexy GPS (Kurzfilm)
- 2015: Mei Mei (Kurzfilm)
- 2015: Last Chance (Kurzfilm)
- 2015: Harmonica (Kurzfilm)
- 2016: A Star
- 2016: Mad House (Kurzfilm)
- 2016: Boooom (Kurzfilm)
- 2016: Mia (Kurzfilm)
- 2016: The Great Guys
- 2016: Goodbye Vesna (Kurzfilm)
- 2016: Guess Train (Kurzfilm)
- 2016: I Don't Have a Phone (Kurzfilm)
- 2016: The Great Guys* (Kurzfilm)
- 2016: No Stairway to Heaven (Kurzfilm)
- 2016: Last Song (Kurzfilm)
- 2016: Her Last Job (Kurzfilm)
- 2016: Anew (Kurzfilm)
- 2017: Back Home2017 (Kurzfilm)
- 2017: The Rabbit, the Horse, the Wolf (Kurzfilm)
- 2017: Jason's Memory (Kurzfilm)
- 2017: Brain in a Box (Kurzfilm)
- 2017: Time Caller (Kurzfilm)
- 2017: Rose (Kurzfilm)
- 2017: Mom2017 (Kurzfilm)
- 2017: Front Door (Kurzfilm)
- 2017: Love Hurts
- 2017: Ashes of Time (Kurzfilm)
- 2017: Bury the Silence (Kurzfilm)
- 2017: Ultio (Kurzfilm)
- 2017: The Eye (Kurzfilm)
- 2017: Capture (Kurzfilm)
- 2017: Wall and Paper (Kurzfilm)
- 2017: BORDERS (Kurzfilm)
- 2018: The Boy Who Learned to Fly (Kurzfilm)
- 2018: Interius (Kurzfilm)
- 2018: Angelics: Ascension – Promo (Kurzfilm)
- 2018: Under Heart (Kurzfilm)
- 2018: An Escape From Your Head (Kurzfilm)
- 2018: The Truth (Kurzfilm)
- 2018: The Saver (Kurzfilm)
- 2019: Eternity (Kurzfilm)
- 2019: Sam (Kurzfilm)
- 2019: The Presentation (Kurzfilm)
- 2020: The Impossible (Kurzfilm)
- 2020: Another Time (Kurzfilm)